# Бванга, Чимен
Раймон Чимен Бванга (фр. Raymond Bwanga Tshimen; 4 января 1949, Лубумбаши, Бельгийское Конго) — заирский футболист, защитник.

## Биография
С 1969 года по 1981 год играл за заирский клуб «ТП Мазембе» из города Лубумбаши.
Выступал за национальную сборную Заира. Участник четырёх Кубков африканских наций (1970, 1972, 1974 и 1976). Вместе со сборной становился победителем КАФ в 1974 году в Египте, по итогам турнира вошёл в символическую сборную. На турнире в 1972 году Бванга также вошёл в символическую сборную.
В 1973 году он был признан футболистом года в Африке, в 1972 году он занял второе место в этой номинации, уступив Шерифу Сулейману.
В квалификации на чемпионат мира 1974 Бванга провёл 9 матчей. В 1974 году главный тренер Заира Благоя Видинич вызвал Чимена на чемпионат мира, который проходил в ФРГ и стал первым мундиалем для Заира в истории. Бванга был заявлен под 4 номером. В своей группе команда заняла последнее 4 место, уступив Шотландии, Бразилии и Югославии. Чимен сыграл во всех 3 матчах.
Всего за сборную Заира провёл 18 матчей. В 2000 году Международная федерация футбольной истории и статистики признала Чимена Бвангу лучшим полевым игроком Демократической Республики Конго в XX веке. В 2006 году он был выбран Африканской конфедерацией футбола в список 200 лучших африканских футболистов за последние 50 лет. Во время игровой карьеры его называли «Чёрным Беккенбауэром», в связи со схожестью игрового стиля.

## Достижения
- Футболист года в Африке (1): 1973
- Победитель Кубка африканских наций (1): 1974